# Ӹ
Ӹ, ӹ (chamada de ieri com diérese ou trema) é uma letra do alfabeto cirílico utilizada para escrever a língua mari. É pronunciada como uma vogal fechada posterior não-arredondada, /ɯ/.